# Late Night Sverige
Late Night Sverige var ett TV-program i TV4 som sändes våren 2020. Programmet var en talkshow som sändes hemifrån programledaren Pär Lernströms vardagsrum på grund av den pågående pandemin.